# Boyce Avenue
Boyce Avenue é uma banda norte americana de pop rock romântico formada em Sarasota, Flórida pelos irmãos Alejandro, Daniel, Fabian Manzano. O nome da banda surgiu de uma combinação de duas ruas em que os irmãos viviam quando eram crianças. A banda é famosa por lançar músicas originais e principalmente covers de canções clássicas e modernas no YouTube. Boyce Avenue também colaborou com vários outros artistas do Youtube, como Fifth Harmony, Diamond White, Carly Rose Sonenclar, Kina Grannis, Alex Goot, Megan & Liz, David Choi, Tyler Ward, Savannah Outen, Jourdy Suparjo, Cobus Potgieter, DeStorm, Bea Miller e Mariana Nolasco.

## História
A banda se formou pela primeira vez em 2000, quando Alejandro (vocais, violão, piano) e Fabian (violão e vocais), então com 14 e 16 anos, respectivamente, começaram a tocar violão. Três meses mais tarde, Alejandro e Fabian subiram ao palco com o irmão mais velho, Daniel (baixo, percussão e vocais), então com 20 anos, apresentando-se ante uma audiência de 350 pessoas na escola de ensino médio Pine View. Esta seria a primeira de muitas apresentações públicas da banda na escola na qual todos os três irmãos haviam estudado durante toda a sua infância.
A banda foi retomada em outubro de 2004, quando Daniel mudou-se de volta para a Flórida após formar-se em Direito na Universidade de Harvard. Nos meses seguintes, o grupo atuou na sua terra natal, Sarasota e, em Abril de 2005, teve sua ultima apresentação na escola secundária Pine View. A performance da banda na competição Sr. Pine View, um evento no qual Alejandro foi para ganhar, foi publicado no jornal local. Depois da formatura de Alejandro no colégio, ele se juntou a Fabian na Universidade da Florida, em Gainesville, onde a banda passou a tocar can em lugares tradicionais como Market Street e Side Bar, com a ajuda do baterista e amigo Stephen Hatker dos Code 55 (Stephen deixou a banda em março de 2009).
Em Outubro de 2006 e nos meses seguintes, a banda gravou os seus primeiros três singles na Nickel e Dime Studios nas redondezas de Atlanta, Georgia. O projeto foi dirigido por Kris Sampson (Train, os Black Crowes) e produzido por Don McCollister (Sister Hazel, Third Day). 
Em 2007 e 2008, o Boyce Avenue foi honrado em competições de composição de músicas julgados por bem sucedidos e famosos artistas musicais, profissionais e executivos. A banda qualificou-se como semifinalista na competição IMWS em 2007;  
"All The While" foi selecionada como semifinalista no concurso de composição de músicas em 2007 e como uma das doze vencedoras do prémio Lennon no concurso de composição de músicas John Lennon, edição de 2007;  
"Find Me" foi selecionada como finalista na categoria Pop para o concurso de composição de música dos E.U.A.;
"Hear Me Now (piano acoustic)" foi selecionada como finalista na categoria melhor grupo/dupla do concurso IAMA. 
Concentrados em terminar o álbum de estréia, os irmãos Manzano tiraram uma folga dos shows para escreverem, produzirem e gravarem outros singles. Em Julho de 2007, a banda voltou para Atlanta, Georgia, desta vez para gravar três músicas nos estúdios Electron Gardens no histórico Hotel Biltmore. Essas músicas foram dirigidas por Gary Pfaff e Tim Delaney, e foram produzidas pelo Boyce Avenue. Em Outubro do mesmo ano a banda finalizou o número de músicas para o álbum com a gravação de duas músicas nos estúdios RMO em Orlando, Florida. As três músicas finais para o álbum, "Dare To Believe", "On My Way" e "Hear Me Now (piano acoustic)" foram dirigidas nos estúdios da RMP por Veit Renn (Jennifer Hudson) e Adam Barber (Creed, Shinedown, Alterbridge) e foram produzidas pelo Boyce Avenue. Também em 2007, a banda começa a postar vídeos de músicas originais e covers de canções famosas no YouTube. Muitos desses covers alcançaram mais de 15 milhões de visualizações e foram lançados como EPs digitalmente pela gravadora independente da banda. Em janeiro de 2009, a banda fez uma apresentação solo com ingressos esgotados no Mercury Lounge, na cidade de Nova York.
Em fevereiro de 2009, a banda assinou com a Universal Republic e fez sua primeira turnê internacional pelas Filipinas. E em setembro e outubro de 2009 fizeram uma turnê pela Europa, incluindo datas no Reino Unido, Irlanda, Alemanha, Bélgica e França. No início de 2010, o grupo voltou para as Filipinas para tocar em festivais com Kris Allen e JabbaWockeeZ.
Em 2010,a banda assinou com a Universal Republic e lançou um segundo álbum, com o nome "All We Have Left", lançado em 15 de junho de 2010. O álbum foi produzido e inteiramente financiado pelo grupo antes de assinarem com a Universal Republic. All We Have Left contém músicas retrabalhadas de seu álbum de estréia,All You're Mean To Be e novas canções escritas para o álbum. O primeiro single do álbum, Every Breath, foi lançado em 15 março de 2010 digitalmente (iTunes) e o clipe foi lançado no dia 20 de março de 2010. No mesmo ano a banda deixa a Universal Republic, segundo Alejandro, a gravadora estava descumprindo o contrato. Sendo assim a banda volta a sua gravadora própria, a 3 Peace Records.
Em 2011, Boyce Avenue fez uma turnê mundial nos Estados Unidos, Canadá, Austrália e Europa. 
Em 2012, o trio foi convidado por Simon Cowell para participar da segunda temporada do reality show The X Factor, onde treinaram alguns participantes para suas apresentações como vocal coaches.
Em 2013, a banda fez seu primeiro show em terras brasileiras e segue com sua turnê mundial pelos Estados Unidos, Canadá, Irlanda e diversos outros países, alguns dos shows com ingressos esgotados . Além da turnê os irmãos também estão produzindo seu próximo álbum, com o single "One Life" que já foi lançado e terá toda a renda arrecadada doada para a instituição "Pencils of Promise" que construirão escolas em lugares pobres da Guatemala. Recentemente o Boyce Avenue atingiu a marca de 1 bilhão de visualizações se tornando a quarta banda mais popular do YouTube, além de ser a 17ª banda mais acessada do mundo.

## Discografia

### Estúdio
- 2008: All You’re Meant to Be
- 2010: All We Have Left
- 2016: Road Less Traveled

### EPs
- 2008: Acoustic Sessions, Volume 1
- 2008: Acoustic Sessions, Volume 2
- 2009: Acoustic Sessions, Volume 3
- 2009: Acoustic Sessions, Volume 4
- 2009: Influential Sessions
- 2010: New Acoustic Sessions, Volume 1
- 2010: Cover Collaborations, Volume 1
- 2011: New Acoustic Sessions, Volume 2
- 2011: Cover Collaborations, Volume 2
- 2012: New Acoustic Sessions, Volume 3
- 2012: New Acoustic Sessions, Volume 4
- 2013: New Acoustic Sessions, Volume 5
- 2013: Cover Collaboration, Volume 3
- 2014: Cover Sessions, Volume 1
- 2014: No Limits
- 2015: Influential Sessions, Volume 2

### Ao vivo
- 2013: Boyce Avenue Live in Los Angeles

### Singles
- 2010: "Every Breath"
- 2011: "Perfect"
- 2012: "Find Me"
- 2012: "Broken Angel"
- 2013: "On My Way"
- 2013: "One Life"
- 2014: "I'll Be The One"
- 2014: "Speed Limit"
- 2015: "Be Somebody"